# Oxydia mundipennata
Oxydia mundipennata är en fjärilsart som beskrevs av Walker 1860. Oxydia mundipennata ingår i släktet Oxydia och familjen mätare. Inga underarter finns listade i Catalogue of Life.